# Lister Cars
Lister Cars – brytyjski producent samochodów sportowych i wyścigowych. 
Przedsiębiorstwo założone zostało w 1954 roku, a jego siedziba mieści się w Leatherhead, w hrabstwie Surrey w Anglii.